# Cassó

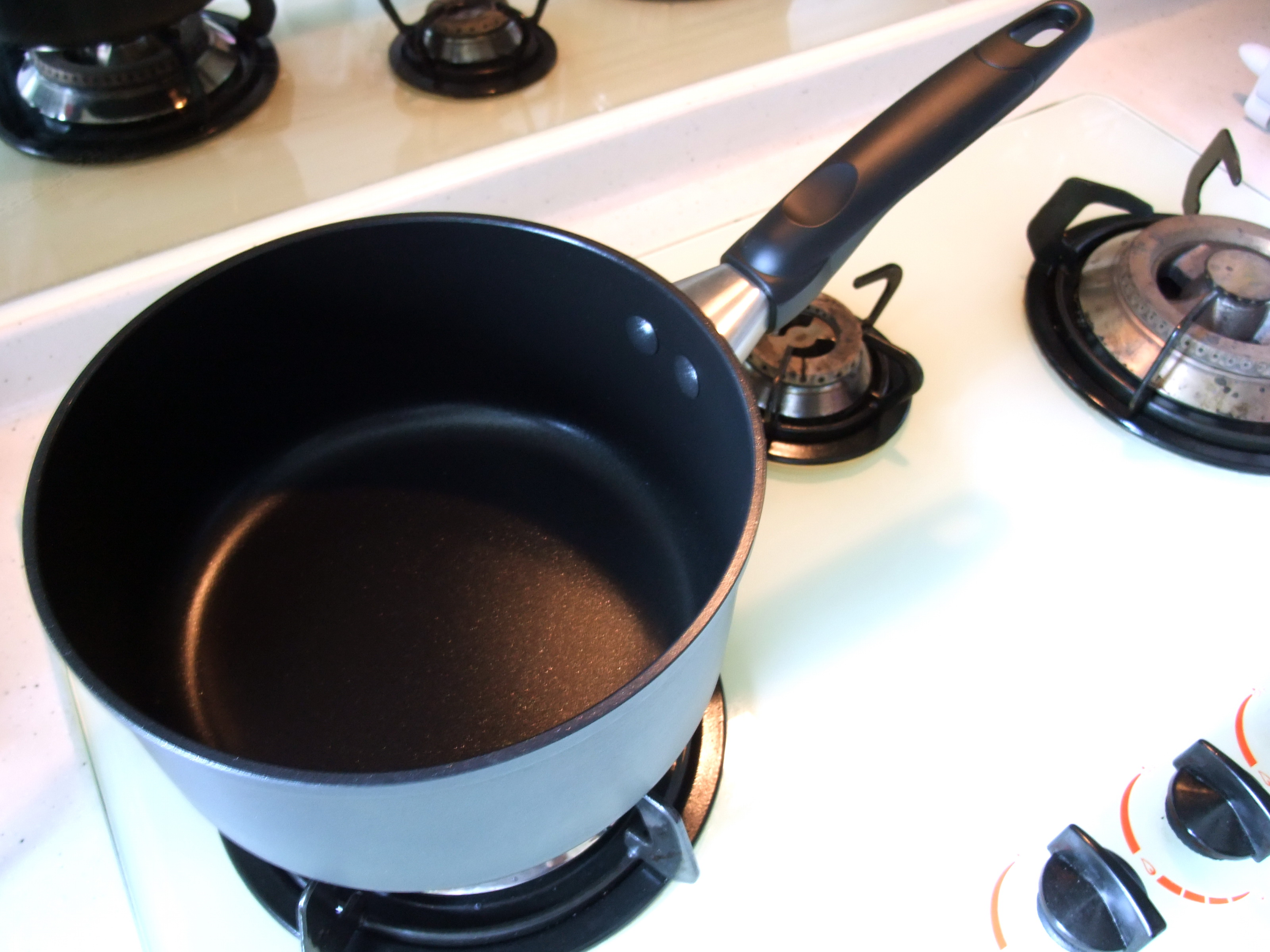
Un cassó al foc

Un cassó és un recipient de metall, no gaire ampli però força alt, que serveix per a escalfar i coure aliments al fogó. Pot tenir una tapa. S'usa per a escalfar petites quantitats de líquids, com per exemple la beguda de l'esmorzar, o per a fer petites quantitats de salses per a decorar o acompanyar, o un caramel, etc..
Es pot posar a coure directament sobre el fogó o placa de la cuina o bé dins d'una cassola més grossa en la qual hi hagi una mica d'aigua, per a coure al bany maria.
Es diferencia de la cassola pel fet que aquesta sol ser més grossa i llavors té dues anses rodones, per a poder-la agafar amb les dues mans, en comptes d'un sol mànec allargat com és el cas del cassó. Difereix de la paella perquè el cassó té les parets més altes i el diàmetre més reduït que aquesta.

## Cassons d'acampada i muntanyisme

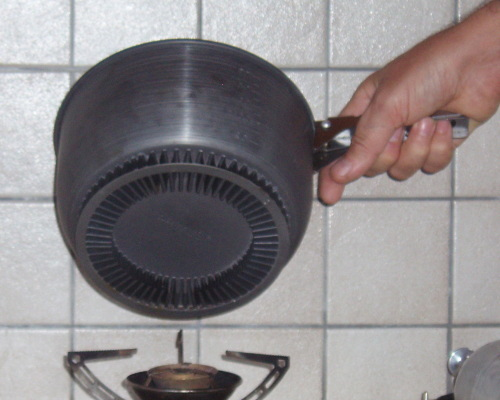
Un cassó amb dissipador integrat, aguantat per la nansa

En els darrers anys, tenint en compte l'important paper que juguen el pes i la mida dels cassons en l'acampada i el muntanyisme, s'han fet moltes innovacions per a millorar-ne el disseny i rendiment. Les millores inclouen:
- Pes: Els cassons es fan típicament d'alumini, d'acer inoxidable o de titani,[1] Normalment sense mànec.
- Durabilitat: Els cassons d'alumini es poden abonyegar fàcilment, per tant els de qualitat es fan normalment de materials més forts o bé protegits per superfícies anoditzades més dures.
- Eficiència tèrmica:  Per tal d'estalviar combustible i accelerar la cocció, alguns cassons moderns tenen dissipadors integrats en les seves bases. També és possible de comprar separadament els dissipadors, que s'apliquen al fons del cassó.[2] Aquests dissipadors retenen una gran part de l'escalfor que d'una altra manera s'escaparia al voltant dels costats del cassó.
- Empaquetabilitat: Els cassons sovint es venen en conjunts imbricables, així l'interior del cassó s'utilitza per a emmagatzemar el fogó o altres articles. Per a facilitar la imbricació, les anses es poden desmuntar.
- Versatilitat:  Els cassons tenen forma de paella i poden ser utilitzats com a tapes, i les tapes poden ser utilitzats com a plats. Els cassons petits poden ser utilitzats com tasses per a beure.
- Facilitat d'ús:  Els acabats antiadherents són molt corrents, per a poder cuinar i netejar-los més fàcilment.
- Intempèrie:  Alguns fabricants, fabriquen "sistemes de cocció integrats" formats per un o més cassons i un fogó, dissenyats per a funcionar com una unitat integrada resistent al vent[3] Trangia, i més recentment Jetboil, són exemples ben coneguts d'aquest fet.